# المجلس الأعلى للاقتصاد الوطني
السوفييت الأعلى للاقتصاد الوطني، السوفييت الأعلى للاقتصاد الشعبي، (بالروسية: Высчий совет народного honзяйства، Vysshiy sovet narodnogo khozyaystva) كان مؤسسة الدولة العليا لإدارة اقتصاد جمهورية روسيا الاتحادية الاشتراكية السوفياتية ولاحقًا الاتحاد السوفيتي. كانت هناك مؤسستان تحملان هذا الاسم، في أوقات مختلفة، 1917-1932 و1963-1965.

## 1917–1932
كان البنك المركزي الروسي في الفترة الأولى هو الجهاز الأعلى لإدارة الاقتصاد، وخاصة الصناعة.

### تأسيس
تم إطلاق السوفييت الأعلى للاقتصاد الشعبي في 5 ديسمبر 1917، بموجب مرسوم صادر عن مجلس مفوضي الشعب (Sovnarkom) واللجنة التنفيذية المركزية لعموم روسيا للسوفييتات في جمهورية روسيا الاتحادية الاشتراكية السوفيتية وكان غرضه المعلن هو "التخطيط لتنظيم الحياة الاقتصادية للبلاد والموارد المالية للحكومة".  وتبع لمجلس السوفناركوم. تم حل المجلس الروسي للرقابة العمالية الذي تم إنشاؤه مؤخرًا في المنظمة الجديدة. وكان للمجلس حق المصادرة والنزع. كان الرئيس الأول هو فاليريان أوسينسكي، وتم تعيين بوخارين، وجورجي أوبوكوف (لوموف)، وميليوتين، وسوكولنيكوف، وفاسيلي شميت أيضًا في المجلس. 

### إعادة تنظيم
بعد إنشاء الاتحاد السوفييتي في عام 1923 تم تحويله إلى مفوضية الشعب المشتركة للاتحاد والجمهورية. في عام 1932، أعيد تنظيمها إلى ثلاث مفوضيات شعبية: للصناعة الثقيلة، والصناعة الخفيفة، والغابات.
في كل جمهوريات الاتحاد السوفييتي، كانت هناك منظمات تابعة. تمت الإشارة إليهم باسم السوفييت الأعلى للاقتصاد الوطني متبوعًا باختصار جمهورية الاتحاد الخاصة بهم. كان لدى الشركات الحكومية الفيدرالية السوفييتية سيطرة على صناعات صغيرة الحجم ثانوية تستخدم المواد المحلية وتزود الأسواق المحلية والتي كانت تسمى "مؤسسات تابعة للجمهورية". كانت المؤسسات الصناعية الكبيرة ("المؤسسات التابعة للنقابات") تحت سيطرة أحد أقسام القطاع الصناعي في اتحاد الصناعات السوفيتية.

### الهيكل التنظيمي
داخل المجلس، تم تقسيم الأقسام إلى نوعين.

#### إدارات القطاع الوظيفي
تعاملت الأقسام داخل القطاع الوظيفي مع القرارات المتعلقة بالتمويل والتخطيط والسياسة الاقتصادية والبحث والتطوير.

#### إدارات القطاع الصناعي
تم إنشاء أقسام من هذا النوع بموجب مرسوم في عام 1926 وتألفت من "أقسام رئيسية" والمعروفة باسم غلافكي

#### الرؤساء
- فاليريان أوسينسكي (1917-1918)
- أليكسي ريكوف (1918-1920)
- فيليكس دزيرجينسكي (1924-1926)
- فاليريان كويبيشيف (1926–1930)
- سيرجو أوردجونيكيدزه (1930–1932)

## 1963–1965
أُعيد تأسيس المجلس من قبل نيكيتا خروشوف عندما قدم اللامركزية في إدارة الصناعة عن طريق السوفنارخوزات. وتبع مجلس وزراء الاتحاد السوفياتي وكان مسؤولا عن إدارة الصناعة والبناء.
تم تقديم السوفنارخوزات من قبل نيكيتا خروشوف في يوليو 1957 في محاولة لمحاربة المركزية والتقسيمات الإدارية للوزارات. تم تقسيم الاتحاد السوفييتي في البداية إلى 105 منطقة اقتصادية، حيث كانت السوفنارخوزاتتتولى الإدارة التشغيلية والتخطيطية. وفي الوقت نفسه، تم إغلاق عدد كبير من الوزارات.

## قراءة إضافية
- شيلا فيتزباتريك، "استيلاء أوردزونيكيدزه على فيسينخا: دراسة حالة في السياسة البيروقراطية السوفيتية"، الدراسات السوفيتية، المجلد. 37، رقم 2 (أبريل 1985)، ص. 153–172. في JSTOR